# Ковтун Андрій Олександрович
Андрі́й Олекса́ндрович Ко́втун (* 28 лютого 1968, Ніжин) — колишній радянський та український футболіст, воротар збірної України, зараз — футбольний тренер. Майстер спорту СРСР з 1986 року, Майстер спорту СРСР міжнародного класу  з 1990 року.

## Біографія

### Кар'єра
Випускник школи «Динамо» (Київ), де його кар'єра і розпочалася. У 1985 році захищав кольори СКА (Київ), потім повернувся до «Динамо» (Київ). У 1989 році став футболістом «Гурії», але не зіграв жодного матчу. У 1990 році він переїхав до «Шахтаря» (Донецьк). У 1992 році знову повернувся в «Динамо». Спочатку почав грати за «Динамо-2», а з сезону 1993-94 почав грати за основний склад. У 1994 році був відданий в оренду до «Кривбаса». У 1996 році перейшов до «Ворскли». Закінчив свою кар'єру в клубі «Закарпаття».
У вищій лізі чемпіонату України провів 80 «сухих» матчів. Відбив 7 з 28 пробитих йому пенальті.

### Міжнародна кар'єра
Дебютував 27 квітня 1993 у складі збірної України в товариському матчі проти Ізраїля, що завершився з рахунком 1:1. Цікаво, що грав Ковтун у збірній, не будучи воротарем основи в «Динамо». До початку висупів за збірну захищав кольори молодіжної збірної СРСР U-23.

### Кар'єра тренера
У 2009 році тренував ЦСКА (Київ). Коли клуб у вересні 2009 року клуб було розформовано, був запрошений на роботу як головний тренер «Вереса».

## Досягнення
- Майстер спорту СРСР: 1986 року
- Майстер спорту СРСР міжнародного класу : 1990 року
- Чемпіон Спартакіади народів СРСР: 1986 року
- Чемпіон Європи (U-21): 1990
- Бронзовий призер чемпіонату України: 1998 року
- Володар Кубка України (2): 1993, 1996 років
- Член Клубу Євгена Рудакова: 106 матчів на «0».